# Kale (vệ tinh)
Kale /ˈkeɪliː/ (tiếng Hy Lạp: Καλή), còn được biết đến là Jupiter XXXVII, là một vệ tinh dị hình chuyển động nghịch hành của Sao Mộc. Nó được khám phá ra vào năm 2001 bởi các nhà thiên văn học Scott S. Sheppard, David C. Jewitt và Jan T. Kleyna, và ban đầu được chỉ định là S/2001 J 8.
Kale có đường kính khoảng 2 km, và quay quanh Sao Mộc với một khoảng cách trung bình 22.409 Mm trong 736,55 ngày, ở một độ nghiêng quỹ đạo là 165° so với mặt phẳng hoàng đạo (166° so với xích đạo của Sao Mộc), chuyển động theo hướng nghịch với vật thể trung tâm của nó và có độ lệch tâm là  0,2011.
Nó được đặt tên vào tháng 8 năm 2003 theo tên của Kale, một trong những Charites (tiếng Hy Lạp cổ: Χάριτες, tiếng Latinh: Gratiae, 'Graces'), các con gái của thần Zeus (Jupiter). Kale là vợ của thần Hephaestus theo một số tác giả (mặc dù hầu hết đều coi vợ của thần Hephaestus là nữ thần Aphrodite).
Nó thuộc nhóm Carme, được tạo thành từ các vệ tinh dị hình chuyển động nghịch hành quanh Sao Mộc ở khoảng cách từ 23 đến 24 Gm và ở độ nghiêng khoảng 165°.